# Мэйджор (собака)
Мэ́йджор (от англ. Major — «майор»; род. 17 января 2018) — немецкая овчарка, ранее принадлежавшая семье Джо Байдена. Мэйджор, родившийся в 2018 года, — первая собака из приюта, жившая в Белом доме. Ранее президент Джон Кеннеди и его жена Жаклин также владели двумя немецкими овчарками.

## Биография
Мэйджор был спасён из помёта, подвергшись воздействию «чего-то токсичного». Владелец щенка не смог позволить себе расходы на ветеринарную помощь Мэйджору, поэтому он попал в приют Delaware Humane Association. В том же 2018 году Байдены взяли Мэйджора из приюта, а Джо более часа «рассказывал истории и делал селфи» с его сотрудниками. Происхождение имени Мэйджора публично не известно, однако Бо Байден, сын Джо Байдена, имел звание майора Нацгвардии Делавэра.

### Инциденты
28 ноября 2020 года тогдашний избранный президент Джо Байден сломал ногу во время игры с Мэйджором. Байден сказал в интервью, что Мэйджор ждал игры после того, как избранный президент вышел из душа: «Я шучу, бегу за ним и хватаю его за хвост. А случилось то, что он поскользнулся на пледе. И я споткнулся о ковёр, по которому он скользил».
8 марта 2021 года Мэйджор и Чемпион (другая немецкая овчарка Байдена) были временно перемещены к другу семьи в Делавэр после незначительного инцидента, в ходе которого собака укусила охранника. Мэйджор неоднократно проявлял возбужденное поведение, в том числе «прыгал, лаял и нападал» на персонал и охрану Белого дома. Джо Байден отметил в интервью, что укус не проник через кожу. Они вернулись в Белый дом 24 марта после того, как Мэйджор прошел некоторое обучение, в том числе обучение тому, как жить с будущей кошкой, которую Байдены усыновили в Белом доме. 30 марта Мейджор был вовлечён во второй инцидент с укусом в Белом доме, укусив сотрудника Службы национальных парков во время прогулки.
Мэйджор — не первая президентская собака, у которой случаются укусы. В отдельных случаях собака-тёзка Франклина Рузвельта Мэйджор (которая также была немецкой овчаркой) укусила сенатора Соединенных Штатов Хэтти Карауэй и напала на премьер-министра Соединённого королевства Рамсея Макдональда, сорвав с Макдональда штаны. Бультерьер Пит Теодора Рузвельта покусал множество людей, даже порвал штаны у посла Франции в США Жана Жюля Жюссерана.

## Политическая деятельность
В июле 2020 года внучка Джо Байдена, Наоми, опубликовала твит, демонстрирующий, как Чемпион и Мэйджор ссорятся из-за жевательной игрушки Дональда Трампа. Хотя впоследствии твит был удален, фотография вновь появилась в социальных сетях перед президентскими выборами в США в 2020 году.
Чемпион и Мейджор оба появлялись в рекламе Байдена в его президентской кампании 2020 года против президента Дональда Трампа, у которого не было домашних животных в Белом доме. Во время кампании Байден написал в Твиттере, что «некоторые американцы празднуют #NationalCatDay, некоторые празднуют #NationalDogDay… Президент Трамп не празднует ни того, ни другого. Это говорит о многом. Пришло время вернуть домашнее животное в Белый дом».
За три дня до инаугурации Джо Байдена Delaware Humane Association провела «индогурацию» для Мэйджора. Более 7400 человек посетили мероприятие через Zoom, и на нем выступил Джош Гробан. Мероприятие также собрало 200 000 долларов в виде пожертвований для Delaware Humane Association.

## Отъезд из Белого дома
В декабре 2021 года, в день, когда Байдены объявили, что в Белый дом должен переехать новый щенок Командир, также было объявлено, что Мэйджор больше не будет там жить после того, как эксперты порекомендовали, что ему будет безопаснее жить в спокойной обстановке с друзьями семьи.

## Галерея
- Чемпион и Мэйджор прибывают в Белый дом, январь 2021
- Мэйджор на лужайке Белого дома, январь 2021
- Мэйджор бежит по лужайке Белого дома, январь 2021
- Президент Байден играет с Чемпионом и Мэйджор в Розовом саду Белого дома, январь 2021
- Президент Байден прогуливается с Чемпионом и Мэйджором по Розовому саду Белого дома, январь 2021
- Мэйджор в Овальном кабинете, январь 2021
- Чемпион и Мэйджор играют на заснеженной Южной лужайке Белого дома, февраль 2021
- Джилл Байден с Мэйджором в зале дипломатических приёмов Белого дома, февраль 2021
- Президент Байден с Чемпионом и Мэйджором в Овальном кабинете, февраль 2021